# Andy Scott (Musiker, 1949)

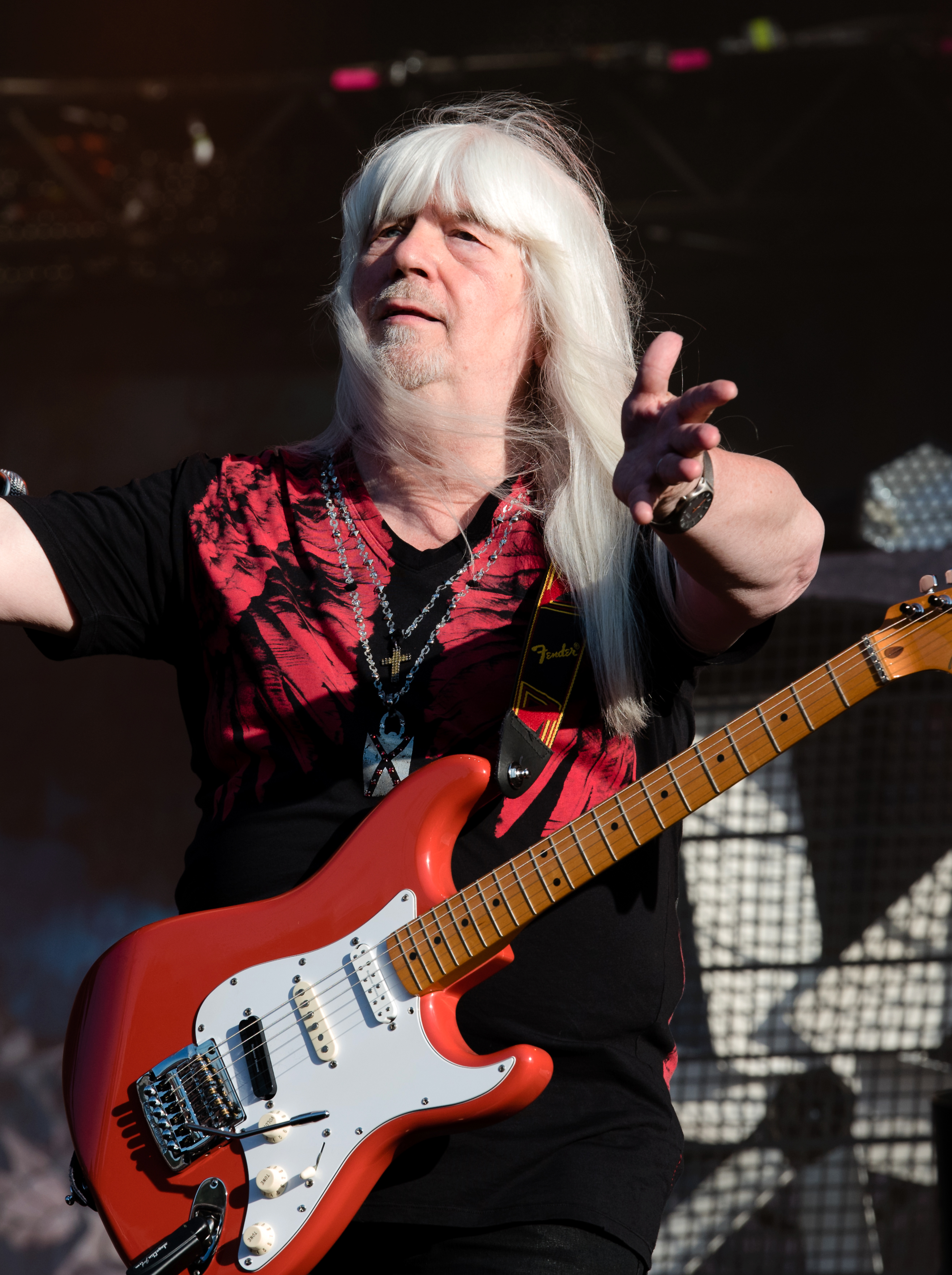
Andy Scott auf dem Wacken Open Air 2018

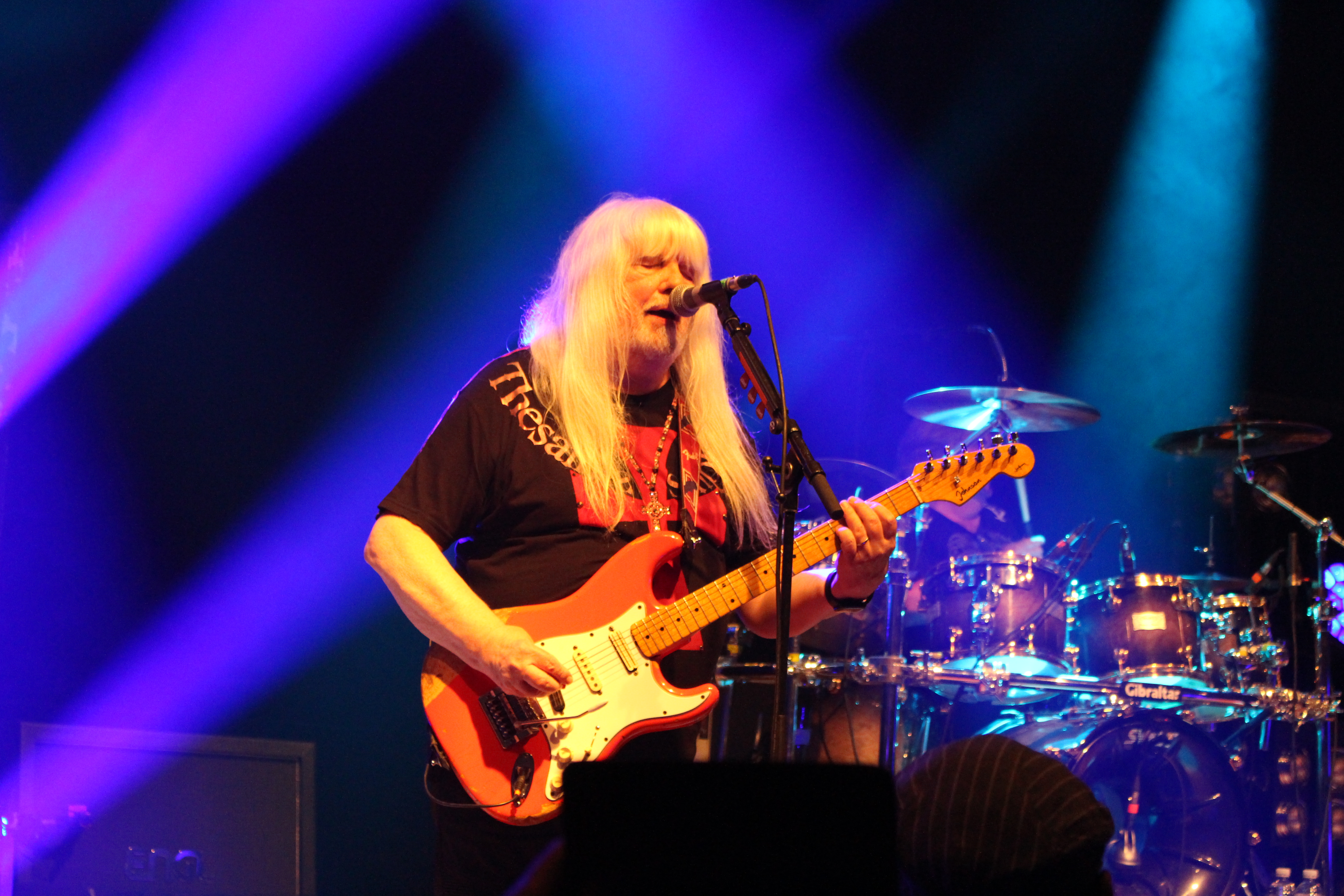
Gitarrist Andy Scott mit The Sweet in Worms (2023)

James Paul Andrew „Andy“ David Scott (* 30. Juni 1949 in Wrexham (Wales)) ist ein britischer Musiker, Songschreiber, Produzent, Gitarrist und seit 2020 letztes lebendes Gründungsmitglied der Rockband The Sweet.

## Leben
Geboren 1949 im Norden von Wales, wuchs Scott mit drei Geschwistern auf. Er absolvierte zunächst die Realschule, anschließend machte er eine Lehre zum Bankkaufmann. Danach begann seine Karriere als Musiker.
Anfangs spielte Scott in diversen Bands wie Missing Links, Silverstone Set, The Cool, Scaffold und Mayfield’s Mule die Bassgitarre, später, gegen Ende der 1960er, übernahm er bei der Elastic Band den Gesang und spielte Leadgitarre.
1970 stieß Scott auf eine Anzeige in der britischen Musikerzeitung Melody Maker, in der ein Gitarrist für eine „vielversprechende Band“ gesucht wurde. Nach einem Casting kam er zu The Sweet. Sein erstes Konzert mit The Sweet war am 26. September 1970 im The Windsor Ballroom im englischen Redcar. Mit Scott als Leadgitarrist wurden The Sweet die kommerziell erfolgreichste britische Glam-Rock-Gruppe der 70er.
1978 wurden die Auseinandersetzungen mit dem bisherigen Sänger der Band, Brian Connolly, zu groß und dieser wurde aus der Band ausgeschlossen. Der Erfolg von Andy Scott und der zwei übrigen Mitglieder von The Sweet, Mick Tucker (Schlagzeug) und Steve Priest (Bass), ging zurück.
Nachdem 1982 die Auflösung der Band bekanntgegeben wurde, kam es 1985 zur Wiedervereinigung durch Andy Scott und Mick Tucker. Die weiteren Musiker waren Paul Mario Day (zuvor Iron Maiden) als Leadsänger, Phil Lanzon (zuvor Grand Prix, dann Uriah Heep) als Keyboarder und Mal McNulty (zuvor Weapon) als Bassist. Nach dem Ausscheiden von Tucker 1991 änderte sich der Bandname zunächst in Andy Scott’s Sweet.

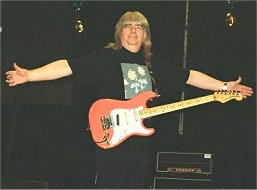
Andy Scott, Dezember 2006

Die Besetzung änderte sich von nun an häufig, Scott war ständiges Mitglied der Band. So tourt er auch heute noch mit Pete Lincoln (Lead-Gesang, Bass, zuvor mit Cliff Richard, Shakin’ Stevens und Sailor), Tony O’Hora (Keyboard, Gitarre, Gesang, zuvor Praying Mantis, Onslaught) und Bruce Bisland (Schlagzeug, zuvor Praying Mantis), wieder unter dem Namen The Sweet.
2009 wurde bei Andy Scott Prostatakrebs diagnostiziert, den er nach der entsprechenden Behandlung überstand. Er engagierte sich danach für die Früherkennung und Bekämpfung der Krankheit. So war er beispielsweise ein Hauptorganisator des ersten Charitykonzertes „Rock Against Cancer“ in All Cannings (Wiltshire) im Mai 2012. Mit ihm führten Brian May und Midge Ure das Konzert an.
1971 heiratete Scott seine Freundin, die Ehe wurde später geschieden. Am 14. Oktober 1972 kam der gemeinsame Sohn zur Welt. Am 1. Juli 1991 heiratete Scott erneut; diese Ehe wurde ebenfalls geschieden. Heute lebt Andy Scott in der Nähe von Devizes in Wiltshire.